# Монодія
Моно́дія (грец. μονῳδία — від гр. monos — один і odos — пісня; англ. monophony) — музичний склад, головною фактурною ознакою якого є одноголосся (спів або виконання на музичному інструменті, можливо з октавним подвоєнням). На відміну від одноголосно виконуваних нових європейських мелодій, які так чи інакше описують або припускають тональні функції, твори монодичного складу не передбачають жодної гармонізації — закономірності їх звуковисотної структури сучасна наука пояснює іманентно, як правило, з позицій модальності. Таким чином, з позиції сучасної теорії музики монодичні твори - не те ж саме, що одноголосні твори. У теорії музики монодія протиставляється гомофонії і поліфонії.
Монодичною була антична (старогрецька і давньоримська) музика. Монодичні пісні європейських менестрелів — трубадурів, труверів і мінезингерів, найдавніші традиції богослужбового співу в християнської церкви: григоріанський хорал, візантійські і давньоруські розспіви, середньовічні паралітургічні пісні — італійські лауди, іспанські та португальські кантиги, одноголосні кондукти і т. п.
У Древній Греції монодією називали спів одного співака в супроводі авлосу, кіфари або ліри. Італійські музичні теоретики XVII століття застосовували цей термін до будь-якого твору, написаного для голосу з інструментальним супроводом.
У візантійській літературі монодією називався також твір, присвячений опису трагічної події у формі траурної оди, наприклад, «Монодія на падіння Константинополя» Йоанна Євгеніка, «Монодія на полеглих в Фессалоніці» Димитрія Кідоніса.